# Федоренко, Андрей Степанович
Андре́й Степа́нович Федоре́нко (укр. Андрій Степанович Федоренко; род. 9 января 1984, Чернигов) — украинский футболист, вратарь

## Биография

### Ранняя карьера
В ДЮФЛ выступал за «Юность» (Чернигов). В 2001 году выступал за московскую «Академику», позже перешёл в ярославский «Шинник». В основном играл за дубль, сыграл 27 матчей и пропустил 47 мячей.
В 2005 году перешёл в днепродзержинскую «Сталь», выступавшую в Первой лиге, в команде провёл 2 матча, после чего перешёл в клуб Второй лиги «Нафком» из города Бровары, где впервые стал основным вратарём. В 2006 году перешёл в казахстанский «Атырау». Первый матч в чемпионате Казахстана сыграл 22 июля 2006 года против «Астаны» (2:3). Во второй половине сезона 2006 был игроком основы, сыграв 9 матчей из 15. В феврале 2007 года покинул команду.
В 2007 году перешёл в румынский «Чахлэул» из города Пьятра-Нямц, где впервые вышел на поле 25 апреля 2007 года в игре с командой «Университатя» (0:2). Всего провёл 5 матчей в чемпионате Румынии. В сезоне 2007/08 перешёл в «Динамо» (Бухарест), но играл за вторую команду. После снова перешёл в «Чахлэул».

### «Десна»
Летом 2008 года побывал на просмотре в клубе «Харьков», но перешёл в черниговскую «Десну», которая в предыдущем сезоне 2007/08 заняла 4 место в Первой лиге, но в начале нового чемпионата пребывала внизу турнирной таблицы и сменила главного тренера. Вначале сыграл два матча за «Десну-2», а в основной команде дебютировал 23 сентября 2008 года в матче против алчевской «Стали» (2:1). Во многом благодаря игре вратаря команда Александра Рябоконя поднялась на 7 строчку турнирной таблицы.
Зимой 2009 года, когда судьба «Десны» оставалась неопределённой, побывал на просмотре в луганской «Заре», но из-за финансовых проблем команда не смогла подписать его. К старту второй половины сезона возвращается в черниговскую команду, которая сменила руководство и сохранила прописку в Первой лиге, становится вице-капитаном. Признан лучшим игроком матча против киевской «Оболони», занявшей в итоге 2 место. В первом тайме киевляне создали много голевых моментов, но забили лишь один гол, а игра завершилась победой «Десны» со счётом 3:2.
В игре с «Динамо-2» судья назначил пенальти в ворота «Десны», но Дмитрий Коркишко не смог переиграть Федоренка. Арбитр матча Ярослав Козык позволил перебить, так как один из игроков вбежал в штрафную площадь до свистка. Со второй попытки гол был забит. Уже в добавленное время матча, завершившегося со счётом 2:2, Коркишко грубо сбил футболиста «Десны», что Федоренко воспринял как намеренное действие и решил вступиться за партнёра по команде. В результате возникла потасовка, в которой приняли участие основные и запасные игроки обеих команд. Андрей получил удаление и дисквалификацию на протяжении трёх матчей, однако вышел на поле уже в следующей игре, так как контрольно-дисциплинарный комитет после рассмотрения эпизода аннулировал красную карточку.
В мае 2009 в команде возникла ситуация, когда руководство два месяца не выплачивало заработную плату футболистам. После победы в матче 26 тура по окончании пресс-конференции Андрей Федоренко, как вице-капитан «Десны», от имени команды заявил, что в случае невыплаты президентом футбольного клуба задолженности, команда не выйдет на матч с алчевской «Сталью». Ночью перед игрой команда всё же выехала в Алчевск, причём переезд совершался в том числе и личными автомобилями футболистов.
Признан лучшим вратарём «Десны» в сезоне 2008/09, также был в числе претендентов на звание лучшего футболиста Черниговщины 2008 года. В июне 2009 года появилась информация, что Федоренко интересуются харьковский «Металлист», львовские «Карпаты» и луцкая «Волынь», также клубы из Румынии, Казахстана и Узбекистана.

### Дальнейшая карьера
В июле 2009 года перешёл в криворожский «Кривбасс», получил 1 номер. Контракт был рассчитан до 2012 года. В Премьер-лиге дебютировал 1 августа 2009 года в матче против киевского «Динамо» (1:3). В этой игре он несколько раз выручал команду, но совершил ошибку, которая привела к третьему голу — случайно отдал пас на нападающего «Динамо» Артёма Милевского. В следующем матче, против «Таврии», также пропустил 3 мяча. Позже вышел на поле в Кубке Украины, в матче против «Волыни» (1:2). Следующий матч в чемпионате сыграл лишь весной 2010 года против «Арсенала» (0:1). Следующие два года играл только в дубле.
Летом 2012 года вернулся в «Десну». В команде взял 1 номер. В сезоне 2013/14 включён сайтом UA-Футбол в символическую сборную 4 тура Первой лиги, football.ua — в сборную 16 тура.
В 2015 году выступал в составе шведской любительской команды «Алгарна». В марте 2016 года перешёл в белорусский клуб «Крумкачы». Весной 2018 года стал игроком шведского клуба «Умео» из третьей лиги.

## Достижения
- Победитель Второй лиги Украины: 2012/13